# کاوش فضایی
کاوش فضایی یا اکتشاف فضایی به معنی کشف و شناسایی اجرام آسمانی در فضای بیرونی با فناوری فضایی در حال پیشرفت و گسترش است. درحالیکه بررسی فضای بیرونی، بیشتر بدست ستاره‌شناسان و با تلسکوپ انجام می‌شود اکتشاف فیزیکی فضای بیرونی، هم با کاوشگر فضایی بدون سرنشین و هم با سرنشین انجام می‌شود.

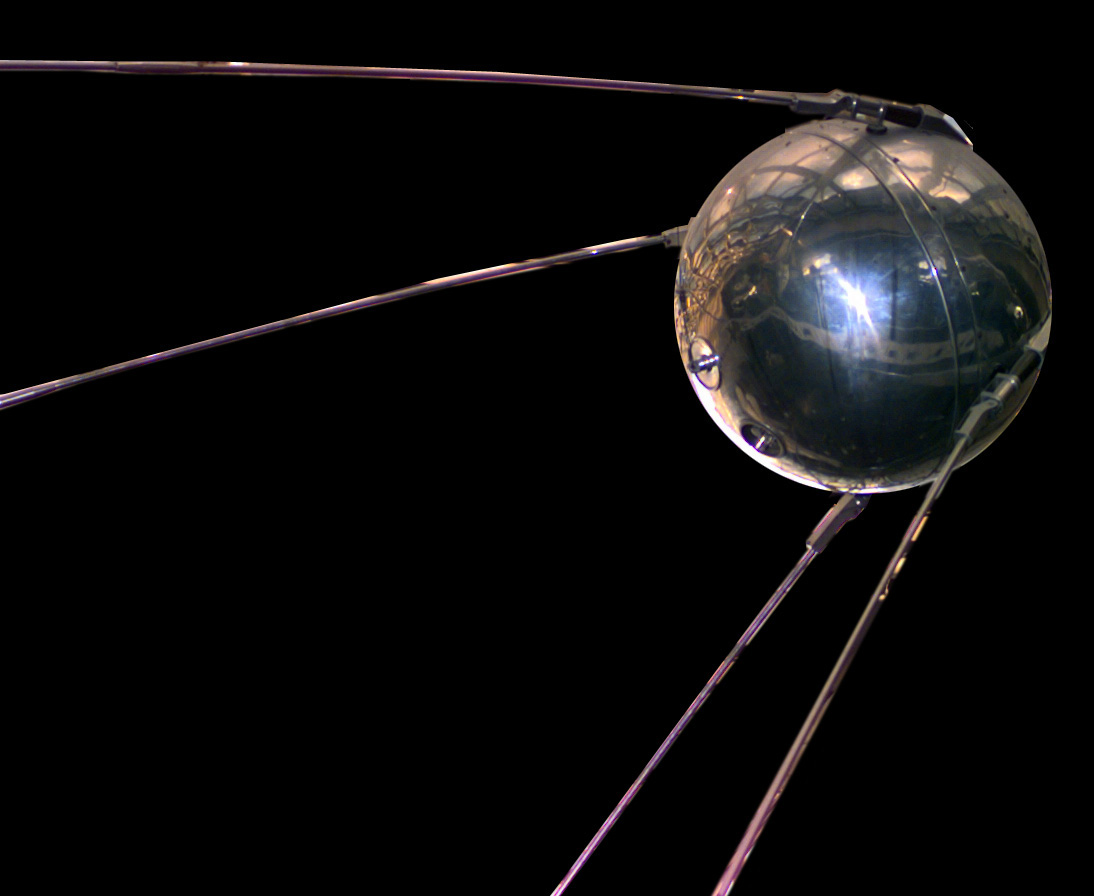
اسپوتنیک-۱، نخستین ماهواره بود که در سال ۱۹۵۷ (میلادی) به مدار زمین گشت.

تاریخچه کاوش فضایی به زمان پرتاب راکت‌های حامل انسان یعنی حدود ۵۰ سال پیش بازمی‌گردد.
گرچه کاوش فضا به عنوان رقابت میان کشورها آغاز شد، اما این امر در سدهٔ بیست و یکم به طرحی بین‌المللی تبدیل شده‌است که دانشمندان از کشورهای گوناگون در هریک از مأموریت‌های آن شرکت می‌کنند.